# Antoine Pfeiffer
Pour les articles homonymes, voir Pfeiffer.
Antoine Pfeiffer, né le 27 février 1940 à Périgueux et mort le 19 février 2021 à Strasbourg, est un pasteur réformé français, président de l'Église protestante réformée d'Alsace et de Lorraine (1988-2000) et, pendant la même période, membre du conseil de la Communauté évangélique d'action apostolique (CEVAA).

## Biographie

### Formation
Antoine Pfeiffer est né à Périgueux le 27 février 1940 dans une famille alsacienne réfugiée dans le Sud-Ouest au début de la Seconde Guerre mondiale. Il est le fils de Germain Pfeiffer, comptable et de Marguerite Brunner. Sa famille retourne en Alsace après la guerre, et Antoine fait ses études secondaires à Saint-Louis (Haut-Rhin), puis au lycée de Mulhouse. Il s'investit dans des activités associatives, devenant moniteur d'école du dimanche, organisant des colonies de vacances. Il s'initie à la musique et tient l'orgue des paroisses de Saint-Louis et de Huningue. Au terme de ses études secondaires, il devient instituteur vacataire en 1960, puis après une interruption pour des raisons de santé, à nouveau à partir de 1963, enseignant à temps partiel à Huningue. En même temps il s'inscrit aux cours de théologie destinés aux laïcs, délivrés au sein de la Faculté de théologie protestante de Strasbourg, par le Centre d'études et de pratiques pédagogiques (CEPP). Il obtient le certificat de théologie en mai 1964, tout en continuant à enseigner. Cependant, en novembre 1964, il prend la décision de démissionner de l’Éducation nationale et de s'inscrire à la Faculté de théologie de Strasbourg, puis de Bâle, pour y suivre un cursus entier de théologie qui le conduit à la licence. Durant ces années, il est logé au séminaire protestant, le Stift. En 1968, il est pasteur stagiaire à la paroisse réformée du Bouclier de Strasbourg. Il effectue un séjour professionnel de quatre mois à Tahiti, avec le Comité protestant des centres de vacances (CPCV), avant d'être nommé comme pasteur de l'église de Bischwiller. Cette paroisse partage un même lieu de culte avec la paroisse luthérienne, selon le principe établi par le roi Louis XIV d'église simultanée, ce qui initie Antoine Pfeiffer à des échanges avec l'autre culte protestant reconnu en Alsace et en Moselle, depuis le Concordat. Enfin, en 1976, il devient pasteur de la paroisse du Bouclier à Strasbourg.

### Président d'Église et acteur des rapprochements entre Églises
À partir de 1982, Antoine Pfeiffer siège comme membre élu du conseil synodal, organe exécutif de l'Église réformée alsacienne, et en 1988 – succédant à Thérèse Klipffel – il en devient le président, fonction qu'il exerce durant quatre mandats, de 1988 à 2000. En cette qualité, il œuvre au rapprochement des deux Églises protestantes luthérienne et réformée d'Alsace et de Moselle, notamment en instaurant un conseil commun et une assemblée commune de celles-ci et en favorisant le transfert du siège de l'ERAL au Chapitre Saint-Thomas de Strasbourg, siège historique de l'Église luthérienne d'Alsace. À terme, ce rapprochement entre les deux Églises protestantes, l'Église protestante de la Confession d'Augsbourg d'Alsace et de Lorraine et l'Église protestante réformée d'Alsace et de Lorraine, permettra la création, en 2006, d'une structure commune, l'Union des Églises protestantes d'Alsace et de Lorraine.
Pendant cette période, Antoine Pfeiffer siège également au conseil de la Communauté évangélique d'action apostolique, la Cévaa, organisme missionnaire protestant international qui favorise les échanges et partenariats éducatifs et les projets en faveur du développement, entre Églises du Nord et du Sud.

### La mosquée de Strasbourg
En 1998, Antoine Pfeiffer fait partie des représentants du culte consultés par le maire Roland Ries en vue de la construction de la Grande Mosquée de Strasbourg. Le 14 mai 1998, en tant que président du Conseil synodal de l'Église réformée d'Alsace et de Lorraine (ERAL), il signe avec Mgr Joseph Doré, archevêque de l'Église catholique à Strasbourg, René Gutman, grand-rabbin du Bas-Rhin, et Marc Lienhard, président du Directoire de l'Église de la Confession d'Augsbourg d'Alsace et de Lorraine (ECAAL), une déclaration en faveur du projet de construction de la mosquée.

### Activités
Après son départ à la retraite en 2000, il s'est engagé dans la Conférence européenne pour la musique d'église protestante (CEMEP). Il coordonne en 2006 la rédaction et l'édition d'un important ouvrage collectif, intitulé Protestants d'Alsace et de Moselle.

### Famille
Antoine Pfeiffer a épousé à Huningue le 27 août 1965 Lilly Waltensperger, éducatrice technique à la Fondation du Sonnenhof à Bischwiller.
Il est décédé à Strasbourg le 19 février 2021.

## Publication
- (dir.) Protestants d'Alsace et de Moselle. Lieux de mémoire et de vie, SAEP, Ingersheim ; Oberlin, Strasbourg, 2006, 320 p.  (ISBN 978-2737208126).